# کلیسای مسیح منجی مقدس (گاندزاک)
کلیسای مسیح منجی مقدس (گاندزاک) (ارمنی: Սուրբ Քրիստոս Ամենափրկիչ եկեղեցի (Գանձակ)؛ ) یک کلیسا متعلق به کلیسای حواری ارمنی واقع در شهر گاندزاک،  جمهوری آذربایجان می‌باشد. ساخت و ساز این ساختمان در سده ۱۷ام میلادی؛ به پایان رسید. این بنا به سبک معماری ارمنی طراحی شده است.